# 今泉省三
今泉省三（いまいずみ せいぞう、1905年10月4日 - 1978年12月14日）は、日本の歴史家。

## 経歴
新潟県長岡市生まれ。1929年、明治大学政治経済科専門部卒業。長岡市役所に勤務し、厚生課長、秘書課長等を務める傍ら、長岡地方の郷土史研究を行い、『長岡の歴史』の執筆や資料集『越佐叢書』の編纂を行う。1955年には長岡市立互尊文庫館長となり、1965年退職。